# Juan de Bermúdez
Juan de Bermúdez (/bɜːrˈmjuːdɛz/; tiếng Tây Ban Nha: [beɾˈmuðeθ]; qua đời 1570) là một nhà hàng hải người Tây Ban Nha ở thế kỷ XV và XVI, sinh ra ở thị trấn Palos de la Frontera, Tỉnh Huelva, Vương quyền Castilla. Sự nổi tiếng của ông chủ yếu là do việc ông phát hiện ra Quần đảo Bermuda, nơi được đặt tên để vinh danh ông. Ngày sinh của ông không rõ, nhưng người ta biết rằng ông qua đời vào năm 1570.

## Chuyến đi
Năm 1505, khi đang chèo thuyền quay trở lại Tây Ban Nha sau chuyến hành trình cung cấp thực phẩm đến Hispaniola trên con tàu La Garça (hay Garza), ông đã phát hiện ra Bermuda (được nhiều tác giả khác nhau mô tả trong lịch sử là la Bermuda (Peter Martyr d'Anghiera trên bản đồ năm 1511 của ông), Barmvdas hoặc Bermudas (Sylvester Jordain trong A DISCOVERY OF THE BARMVDAS, KHÁC BIỆT được gọi là Ile of DIVELS, London, 1610), Bermoodos (John Jacob Berlu trong The Kho bạc Thuốc mở khóa, London, 1690), Bermoothes (William Shakespeare, mượn tên cho một hòn đảo hư cấu trong vở kịch Giông Tố (The Tempest) năm 1611 của ông), Bermudes (Henry Chatelain trong ấn bản năm 1720 của cuốn Atlas Historique, Bellin của Paris trong bản đồ năm 1764 và nhiều bản đồ khác) mà sau này được đặt theo tên ông. Legatio Babylonica, do Peter Martyr d'Anghiera xuất bản năm 1511, liệt kê "La Bermuda" trong số các đảo Đại Tây Dương. Năm 1515, ông quay trở lại Bermuda, thả một chục con lợn lên đảo, để dành cho bất kỳ thủy thủ kém may mắn nào sau này có thể bị trôi dạt lên đó.
Bermúdez đã thực hiện 11 chuyến đi được đăng ký đến Tân Thế giới từ năm 1495 đến năm 1519.

## Thu mục
- Bản mẫu:Cita libro